# خوان ماتیاس بوگادو
خوان ماتیاس بوگادو (انگلیسی: Juan Mathias Bogado؛ زادهٔ ۲۳ مارس ۱۹۹۰) بازیکن فوتبال اهل آرژانتین است.
از باشگاه‌هایی که در آن بازی کرده‌است می‌توان به باشگاه فوتبال مونته‌ویدئو واندررز اشاره کرد.